# Chiara Fiume
Chiara Fiume (Sondrio, 18 settembre 1961) è un'ex sciatrice alpina italiana.

## Biografia
Specialista delle prove veloci originaria di Milano e nata a Sondrio, la Fiume fece parte della nazionale italiana e gareggiò anche in Coppa del Mondo, senza ottenere piazzamenti di rilievo; nel 1980 ai Campionati italiani vinse la medaglia di bronzo nella combinata. Non prese parte a rassegne olimpiche né ottenne piazzamenti ai Campionati mondiali.

## Palmarès

### Campionati italiani
- 1 medaglia[2]:
  - 1 bronzo (combinata nel 1980)